# Lynn Shackelford
Ray Lynn Shackelford (nacido el 27 de agosto de 1947 en Burbank, California) es un exjugador de baloncesto estadounidense que disputó una temporada en la ABA, tras haber ganado 3 campeonatos de la NCAA con UCLA. Con 1,96 metros de estatura, jugaba en la posición de alero.

## Trayectoria deportiva

### Universidad
Jugó en su etapa universitaria con los Bruins de la Universidad de California, Los Ángeles, siendo titular en los tres primeros de los 7 campeonatos de la NCAA consecutivos que lograría John Wooden. Es uno de los únicos cuatro jugadores que han sido titulares en tres equipos campeones, los otros tres son Lew Alcindor, Curtis Rowe y Henry Bibby.

### Profesional
Fue elegido en la nonagésimo primera posición del Draft de la NBA de 1969 por San Diego Rockets, pero acabó fichando por los Miami Floridians de la ABA, donde disputó una temporada, en la que promedió 2,6 puntos y 1,2 rebotes por partido.

## Estadísticas de su carrera en la ABA

### Temporada regular
| Temporada | Edad | Equipo           | Liga | Pos. | P  | TIT | MIN | TC  | TCA | %TC  | 3P  | 3PA | %3P  | 2P  | 2PA | %2P  | TL  | TLA | %TL  | R.OF. | R.DEF. | REB | ASIS | ROB | TAP | PER | FP  | PTS |
| 1969-70   | 22   | Miami Floridians | ABA  | SF   | 22 |     | 8.3 | 1.0 | 3.3 | .306 | 0.2 | 0.6 | .308 | 0.8 | 2.7 | .305 | 0.5 | 0.6 | .769 | 0.5   | 0.7    | 1.2 | 0.5  |     |     | 0.4 | 1.5 | 2.6 |
| Total     |      |                  | ABA  |      | 22 |     | 8.3 | 1.0 | 3.3 | .306 | 0.2 | 0.6 | .308 | 0.8 | 2.7 | .305 | 0.5 | 0.6 | .769 | 0.5   | 0.7    | 1.2 | 0.5  |     |     | 0.4 | 1.5 | 2.6 |